# Berke Özer
Berke Özer (İzmir, 25 mei 2000) is een Turks voetballer die speelt als doelman. In augustus 2025 verruilde hij Eyüpspor voor Lille. Özer maakte in 2025 zijn debuut in het Turks voetbalelftal.

## Clubcarrière
Özer speelde in de jeugd van Bucaspor en maakte in 2013 de overstap naar Altınordu. Bij deze club maakte hij later ook zijn debuut, toen op 19 april 2017 met 2–0 gewonnen werd van Boluspor door doelpunten van Yusuf Abdioğlu en Okan Derici. Özer mocht van coach Hüseyin Eroğlu in de basis beginnen en hij speelde het gehele duel mee.
In de zomer van 2018 maakte de doelman voor een bedrag van circa tweeënhalf miljoen euro de overstap naar Fenerbahçe, waar hij zijn handtekening zette onder een verbintenis voor de duur van vier seizoenen. Ook zijn teamgenoot Barış Alıcı verkaste naar Fenerbahçe. Na in het seizoen 2018/19 slechts een bekerwedstrijd te hebben gekeept, werd Özer voor een jaar verhuurd aan Westerlo. Deze verhuurperiode werd later met een seizoen verlengd.
De verbintenis van Özer bij Fenerbahçe verliep na het seizoen 2021/22, waarop hij voor vier seizoenen bij Portimonense tekende. In Portugal stond de doelman een half seizoen onder contract en hij speelde twee bekerwedstrijden. Daarna keerde hij in januari 2023 terug naar Turkije, waar hij voor Eyüpspor tekende. Deze club verhuurde hem direct tot het einde van het seizoen aan Ümraniyespor. Na zijn terugkeer werd Özer eerste keuze onder de lat van Eyüpspor, waarmee hij in de zomer van 2024 naar de Süper Lig promoveerde.
Voor circa vierenhalf miljoen euro verkaste de sluitpost in augustus 2025 naar Lille. Daar werd hij gehaald als opvolger van de naar Paris Saint-Germain vertrokken Lucas Chevalier. De Turk zette in Noord-Frankrijk zijn handtekening onder een verbintenis voor de duur van vier seizoenen.

## Clubstatistieken
| Seizoen | Club           | Competitie      | Competitie | Competitie | Beker | Beker | Internationaal | Internationaal | Totaal | Totaal |
| Seizoen | Club           | Competitie      | Wed.       | Dlp.       | Wed.  | Dlp.  | Wed.           | Dlp.           | Wed.   | Dlp.   |
| ------- | -------------- | --------------- | ---------- | ---------- | ----- | ----- | -------------- | -------------- | ------ | ------ |
| 2016/17 | Altınordu      | 1. Lig          | 2          | 0          | 0     | 0     | —              | —              | 2      | 0      |
| 2017/18 | Altınordu      | 1. Lig          | 5          | 0          | 1     | 0     | —              | —              | 6      | 0      |
| 2018/19 | Fenerbahçe     | Süper Lig       | 0          | 0          | 1     | 0     | —              | —              | 1      | 0      |
| 2019/20 | → Westerlo     | Eerste klasse B | 22         | 0          | 0     | 0     | —              | —              | 22     | 0      |
| 2020/21 | → Westerlo     | Eerste klasse B | 23         | 0          | 1     | 0     | —              | —              | 24     | 0      |
| 2021/22 | Fenerbahçe     | Süper Lig       | 14         | 0          | 2     | 0     | 3              | 0              | 19     | 0      |
| 2022/23 | Portimonense   | Primeira Liga   | 0          | 0          | 2     | 0     | —              | —              | 2      | 0      |
| 2022/23 | Eyüpspor       | 1. Lig          | —          | —          | —     | —     | —              | —              | 0      | 0      |
| 2022/23 | → Ümraniyespor | Süper Lig       | 5          | 0          | 0     | 0     | —              | —              | 5      | 0      |
| 2023/24 | Eyüpspor       | 1. Lig          | 28         | 0          | 1     | 0     | —              | —              | 29     | 0      |
| 2024/25 | Eyüpspor       | Süper Lig       | 34         | 0          | 1     | 0     | —              | —              | 35     | 0      |
| 2025/26 | Eyüpspor       | Süper Lig       | 1          | 0          | 0     | 0     | —              | —              | 1      | 0      |
| 2025/26 | Lille          | Ligue 1         | 0          | 0          | 0     | 0     | 0              | 0              | 0      | 0      |
| Totaal  | Totaal         | Totaal          | 134        | 0          | 9     | 0     | 3              | 0              | 146    | 0      |

Bijgewerkt op 16 augustus 2025.

## Interlandcarrière
Özer maakte zijn debuut in het Turks voetbalelftal op 7 juni 2025, toen een vriendschappelijke wedstrijd gespeeld werd tegen de Verenigde Staten. Jack McGlynn zette dat land op voorsprong, waarna Turkije won door treffers van Arda Güler en Kerem Aktürkoğlu met 1–2. Özer mocht van bondscoach Vincenzo Montella in de basisopstelling beginnen en speelde de gehele wedstrijd. De andere Turkse debutant dit duel was Mustafa Eskihellaç (Trabzonspor).
| Interlands van Berke Özer voor Turkije | Interlands van Berke Özer voor Turkije | Interlands van Berke Özer voor Turkije | Interlands van Berke Özer voor Turkije | Interlands van Berke Özer voor Turkije | Interlands van Berke Özer voor Turkije |
| №                                      | Datum                                  | Wedstrijd                              | Uitslag                                | Competitie                             | Goals                                  |
| Als speler bij Eyüpspor                | Als speler bij Eyüpspor                | Als speler bij Eyüpspor                | Als speler bij Eyüpspor                | Als speler bij Eyüpspor                | Als speler bij Eyüpspor                |
| -------------------------------------- | -------------------------------------- | -------------------------------------- | -------------------------------------- | -------------------------------------- | -------------------------------------- |
| 1                                      | 7 juni 2025                            | Verenigde Staten – Turkije             | 1 – 2                                  | Vriendschappelijk                      |                                        |

Bijgewerkt op 16 augustus 2025.